# Іоїль Воскобойников
Воскобойников (чернече ім'я Іоїль; *1742, — †11 вересня 1816, Київ) — бібліотекар Києво-Печерської Лаври, проповідник, архімандрит Київського Видубицького монастиря. Вихованець Києво-Могилянської академії.

## Біографія
Навчався у Києво-Могилянській академії, по закінченню якої 1776 прийняв чернечий постриг у Києво-Печерській Лаврі і був висвячений на ієродиякона.
У жовтні 1776, у зв'язку з від'їздом до Санкт-Петербурга в монастирських справах члена Духовного собору Києво-Печерської Лаври Т. Шиянова-Черкявського, який завідував монастирською бібліотекою, останню доручили Воскобойникову, зобов'язавши його належним чином її впорядкувати. Йому надали в допомогу ще двох ієродияконів: Платона та Азарію.
У січні 1785 Воскобойникова у сані ієромонаха призначено скарбником Києво-Печерської Лаври. Крім того, виконував обов'язки проповідника.
У лютому 1786 за сумлінне виконання обов'язків дістав звання соборного ієромонаха. При цьому зазначалося, що «казначей Иоиль трудился и ныне трудится с похвалою в проповиди Слова Божія и других послушаніях».
10 квітня 1812 висвячено на архімандрита Київського Видубицького монастиря, одночасно значився намісником КПЛ. 20 серпня 1815 указом Синоду звільнено від управління Видубицьким монастирем; жив у Києво-Печерській Лаврі.
За духовним заповітом Воскобойникова 150 червінців мало відійти КПЛ «в церковний оклад» і 50 — Видубицькому монастирю, речі та книги в кількості 42 примірників належало передати за реєстром Видубицькому монастирю і КПЛ, а також небожу — губернському секретарю Адаму Курилу (16 книг, частина речей і 100 рублів); 200 рублів— жебракам. Стосовно родичів, крім вищезгаданого небожа, у заповіті значилося: «сродников же моих от всего сего моего именія вовсе отдаляю, и сим моим духовным завещаніем веема иметь запрещаю, наследія в именіи моем никакого по смерти моей не искати, а духовной власти о сем нимало безпокоить не дерзати».